# Sandrine Ilendou
Sandrine Ilendou (sinh ngày 19 tháng 11 năm 1983) là một judoka người Gabon, thi đấu ở hạng mục siêu nhẹ. Cô đã giành huy chương đồng cho hạng mục của mình tại Đại hội Thể thao toàn châu Phi năm 2007 ở Algiers, Algeria và bạc tại Đại hội Thể thao toàn châu Phi 2011 ở Maputo, Mozambique, thua Amani Khalfaoui của Tunisia.
Ilendou đại diện cho Gabon tại Thế vận hội Mùa hè 2008 ở Bắc Kinh, nơi cô thi đấu cho hạng cân 48 kg nữ. Cô thua trận sơ bộ đầu tiên trước Meriem Moussa của Algeria, người có thể ghi được một yuko duy nhất vào cuối thời gian năm phút.